# Willy Bocola
Willy Bocola (San Severo, 23 novembre 1905 – Tripoli, 22 dicembre 1936) è stato un aviatore e militare italiano che, come capitano pilota della specialità caccia, fu primatista mondiale di volo rovesciato, conquistando tale record a bordo di un aereo da addestramento Breda Ba.19 il 15 maggio 1933, volando per 65 minuti e 51 secondi sull'aeroporto di Roma-Centocelle-Nord.

## Biografia
Nacque a San Severo, provincia di Foggia, il 23 novembre 1905, figlio di Alessandro e di Anna Maria Parisi. Dopo aver frequentato l'Istituto Nautico a Piano di Sorrento, entrò nella Regia Accademia Aeronautica di Caserta, Corso Centauro nel 1925, venendo promosso tenente il 1 aprile 1929.
Sempre nel 1929 venne assegnato al prestigioso 1º Stormo Caccia Terrestre di Campoformido, reparto specializzato nel volo acrobatico e nel volo in formazione, ed allora ai comandi del tenente colonnello Rino Corso Fougier.
L’8 gennaio 1930, in occasione del matrimonio tra il Principe ereditario Umberto di Savoia e la principessa Maria José del Belgio, con la "Squadriglia Folle" sorvolò i cieli Roma, disegnando lo stemma della casa sabauda.
Il 22 giugno dello stesso anno convolò a giuste nozze con la signorina Marty Schär, e dalla loro unione nacquero due figli: Sandro e Heidy. 
Nel periodo 1932-1934 fu pilota acrobatico della "Squadriglia Folle". Tra il 22 e il 31 luglio 1932 partecipò alla gara di alta acrobazia aerea sull'aeroporto di Zurigo-Dubendorf (Svizzera), e poi, appena nominato comandante della 80ª Squadriglia caccia, il 14 maggio 1933 conquistò il record mondiale di volo rovesciato su velivolo Breda Ba.19, volando per 65 minuti e 51 secondi sull'aeroporto di Roma-Centocelle-Nord. Nel 1935 fu trasferito al 2º Stormo Caccia Terrestre di stanza sull'aeroporto di Torino-Mirafiori, equipaggiato con i nuovi velivoli Fiat C.R.30.
Trasferito poi all'aeronautica della Libia, il 22 dicembre 1936 si imbarcò su di un Caproni Ca.309 Ghibli pilotato dal capitano Giuseppe Caggia che dall'aeroporto di Mellaha (oggi Aeroporto militare di Mitiga) doveva portarlo sull'Aeroporto di Berca. Durante la fase di decollo, a causa dell'eccessivo carico di carburante imbarcato per consentire il volo diretto tra le due destinazioni, a causa della pista rovinata dalla pioggia l'aereo non riuscì ad alzarsi ed andò in stallo finendo contro un edificio che si trovava ai lati della pista. Rimasto illeso si attardò ad uscire per aiutare Caggia, incastrato tra i comandi di volo e il sedile del pilota, ma l'aereo prese fuoco intrappolando all'interno i due aviatori che perirono entrambi. Si registrò anche una terza vittima, Enrico Barobbi.
Le salme degli sfortunati aviatori furono rimpatriate il 24 dicembre. I suoi funerali si tennero a San Severo, e lì fu tumulato nelle cappella di famiglia sita nel locale cimitero. Per onorarne la memoria nel corso del 1937 gli fu intitolato il regio aeroporto di Benina a Bengasi.

### Annotazioni
1. ↑  La coppia ebbe altri tre figli, Manfredo, Antonio e Eva.
2. ↑  Il corso, il cui primo anno fu effettuato presso la sede dell'Accademia Navale di Livorno, prevedeva 67 partecipanti, di cui vennero dichiarati 45 idonei e 37 furono ammessi come allievi.
3. ↑  Tale esibizione gli valse i complimenti del generale Rino Corso Fougier, futuro Capo di stato maggiore della Regia Aeronautica durante la seconda guerra mondiale.
4. ↑  Si trattava del velivolo matricola MM 11208.
5. ↑  Giuseppe Caggia era nato a Galatina (provincia di Lecce) il 15 settembre 1909 figlio di Antonio e Maria Viola. Dopo aver frequentato il locale liceo Ginnasio “Colonna”, nel 1928 fece domanda di arruolamento nella Regia Aeronautica, entrando nell'ottobre dello stesso anno come allievo ufficiale pilota nella Regia Accademia aeronautica di Caserta, Corso Falco. Conseguì il brevetto di pilota e pilota militare presso la Scuola di volo di Capua volando a bordo di velivoli Breda A.4, Breda A.9 e Ansaldo A.300/4. Uscito con il grado di sottotenente nell'agosto 1932 fu assegnato a un reparto operativo, e una volta promosso capitano nel 1936, su sua richiesta fu inviato in Libia, assegnato alla 26ª Squadriglia del Gruppo dell’Aviazione della Cirenaica, il cui comando aveva sede presso l’Aeroporto di Berca.
6. ↑  Il campo intermedio della Sirte era chiuso a causa della pioggia e del maltempo che l'avevano reso impraticabile.
7. ↑  Il suo nome è registrato come deceduto il 22 dicembre 1936 nell'elenco del cimitero italiano di Hammangi-Tripoli.

### Fonti
1. 1 2 3  Mancini 1936, p. 100.
2. 1 2 3 4 5 6  Intitolazione della sala polifunzionale Palazzina Liberty al cap. Willy Bocola in La Gazzetta di San Severo, San Severo di Foggia, 17 febbraio 2014.
3. ↑   I funerali a Foggia dell'asso pilota Bocola, in La Stampa, Torino, 30 dicembre 1936. URL consultato il 20 luglio 2016.